# モンスター・ペイン
モンスター・ペイン（Monster Pain）のリングネームで知られるホセ・トーレス（Jose Torres、1982年 - ）は、プエルトリコのプロレスラー。サンフアン出身。

## 来歴

### WWC
2004年、WWC（World Wrestling Council）に入団し、トレーニングを開始。2005年4月3日、ブラック・ペイン（Black Pain）のリングネームでプロレスラーデビューを果たし、同年にはエディ・コロン、エル・ブロンコといったレスラー達と抗争を展開。
2006年2月4日、La Hora de la Verdad IIIにてTNA所属のアビスと対戦してダブルカウントアウトとなった。3月25日、Honor vs Traicion IIにてWWCユニバーサルヘビー級王座を保持するTNA所属のランス・ホイットに挑戦して勝利し、王座を戴冠。王座戴冠後、エディ・コロンやグラマーボーイ・シェーン、アバッドといったレスラー達と抗争を展開。タッグマッチにおいてスポット参戦したマット・モーガンやオーランド・ジョーダンといった元WWE所属のレスラーと組んで試合を行った。11月よりハンニバルとテラーインク（Terror Inc.）なるタッグチームを結成。同月23日、CrossfireにてWWC世界タッグ王座を保持するクリス・ジョエル & ウラカン・カスティージョに挑戦して勝利し、ベルトを奪取。
2007年7月、IWAより復帰したサンダー & ライトニングと抗争を展開。2008年1月5日、Euphoria Tour 2008にて元WWE所属のクリス・マスターズと元TNA所属のロン・キリングスと組んでコロン・カズンズ（カリート・カリビアン・クール & エディ・コロン & オーランド・コロン）と対戦するが敗戦した。

### WWE
2008年5月、アメリカのメジャー団体であるWWEとディベロップメント契約を交わし入団。傘下団体であるFCWでトレーニングを開始。ブライアン・ケリーをマネージャーに従えて活動し、11月1日にFCW TVにて登場。トレント・バレッタと対戦して終始攻めて最後にスウィンギング・サイドスラムを決めて勝利。試合後に乱入してきたウマガと睨み合う展開になるがケリーの指示によりリングから降りた。同月にはケリーがリングネームをバイロン・サクストンへと改めて結成したヒールユニットであるサクストン・コングロマリット（The Saxton Conglomerate）にメンバー入り。
2009年1月17日、FCWフロリダヘビー級王座を保持するエリック・エスコバーに挑戦。終盤まで試合を優位に進めてベアハッグを脱出されるがすかさずボディスラムからランニング・ボディプレスへ決めようするが誤爆してコーナーに追い込まれるがカウンターのビッグブートを打ちこんでエスコバーが倒れたところをリバース・スプラッシュを仕掛けるが避けられると丸め込まれ敗戦した。2月よりサクストン・コングロマリットを脱退。フェイスターンをして素顔のラブマシーンギミックであるスウィート・パピ・サンチェス（Sweet Papi Sanchez）へと変更。同月15日、FCW TVにて登場すると入場にて四方の客席へキャンディを笑顔で配り回り、リングインするとリングアナウンサーのアンジェラにハート型のチョコレートを渡してブラック・ペイン時代とは一線を画した愛嬌のある出で立ちで観客とサバンナを喜ばせた。試合ではサクストン・コングロマリット時代の仲間であったタイソン・ターヴァー with サクストンと対戦してランニング・ボディプレスを決めて勝利した。スウィート・パピ・サンチェスとしてのデビュー後、サクストン・コングロマリットとの抗争やアンジェラとの恋愛ストーリー、カフーとの凸凹タッグで活躍したものの2010年1月にWWEから解雇となった。

### WWL
WWE解雇後、2010年1月に古巣であるWWCに復帰し、ブラック・ペインとして再始動。7月9日、WWC 37th AniversarioにてECWやWWEで活躍したトミー・ドリーマーとハードコアマッチを行い勝利。同月11日、WWC 37th Aniversarioにてミスター・USAで知られるベテランのトニー・アトラスを一方的に痛めつけて勝利した。
2011年7月17日、WWC 38th Aniversarioにてミスター・ビッグとストリートファイトを行いリング内外で殴り合いをするが敗戦した。
2013年4月21日、プエルトリコにて旗揚げされた団体であるWWL（World Wrestling League）にモンスター・ペイン（Monster Pain）のリングネームで参戦。マネージャーにミストレス・グランダを従えてデメンタスとシングルマッチを行い最後にスピアーを決めて勝利。続いてWWL世界ヘビー級王座争奪20人バトルロイヤルに出場。最後にボビー・ラシュリーとの一騎討ちとなるがミストレス・グランダがラシュリーを誘惑してキスをしたところへリングから追い出して勝利し、王座を獲得した。6月16日、メキシコのメジャー団体であるAAAの年間最大のPPVであるTripleMania 21に参戦。ジェフ・ジャレット & マット・モーガンと組んでサイコ・サーカスと6人制タッグマッチを行い最後はモーガンがモンスター・クラウンへチョークスラムを決めてからジャレットがフォールをして勝利した。7月7日、WWL Dream Matches Tourにてラシュリーを相手に防衛戦を行い、終盤にピンチになったところへグレンダが介入してラシュリーへ金的攻撃を行うが直後にエル・メシアスの乱入により襲撃を受け無効試合により王座は防衛したものの多大なダメージを与えられた。9月8日、WWL Dream Matches Tourにてジョン・モリソンを相手に防衛戦を行うが最後にマウントの状態で上に乗られるとマスクを剥がされ無効試合となった。
2014年3月7日、WWLにてメキシコのレジェンドであるミル・マスカラスを相手に防衛戦を行うがメインイベントを控えていたマミートス（セクシーB & ミスターE）のサポートを受けるがマスカラス側にもエル・イホ・デ・ドス・カラスとシコデリコ・ジュニアの介入が入った上で試合は大乱戦となり無効試合となった。同月9日、カリート、チャボ・ゲレロ・ジュニアを相手に3wayマッチ形式での王座戦を行い、最後にチャボへスーパーチョークスラムを決めて勝利した。
2015年1月6日、WWL Guerra De ReyesにてWWLエクストリーム王座を保持するサブゥーと対戦。最後にアラビアン・フェイスバスターを避けるとカウンターのビッグブートを決めて勝利し、ベルトを奪取した。

## 得意技
- スーパーチョークスラム

フィニッシャー
- ビッグブート
- スピアー
- リバース・スプラッシュ
- ランニング・ボディプレス
- ベアハッグ
- スウィンギング・サイドスラム
- サイドウォークスラム

## 獲得タイトル
WWL（World Wrestling League）
- WWL世界ヘビー級王座 : 1回
- WWLエクストリーム王座 : 1回

WWC（World Wrestling Council）
- WWCユニバーサル・ヘビー級王座 : 1回
- WWC世界タッグ王座 : 2回

w / ハンニバル
- WWCプエルトリコ・ヘビー級王座 : 1回

NPW（New Professional Wrestling）
- NPW世界ヘビー級王座 : 1回

## 入場曲
- Danger Lurking
- Ridin' Dirty
- Strike Out